# Bennhausen

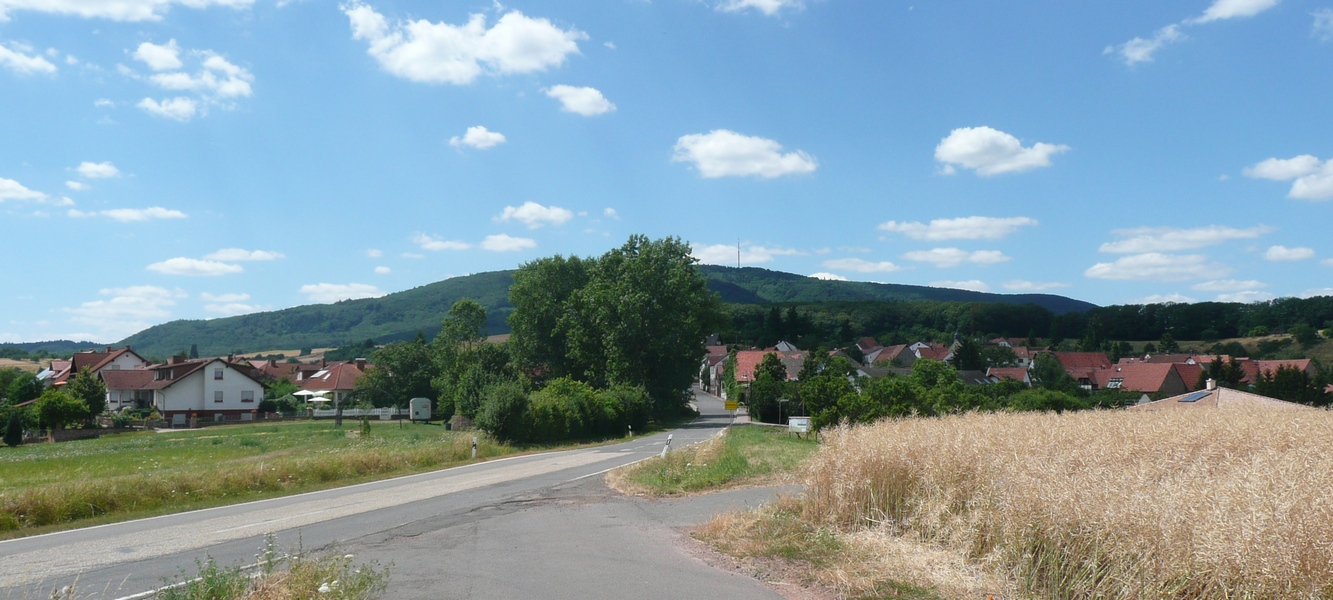
Bennhausen Ostansicht im Juli 2010

Bennhausen (pfälzisch: Bennese) ist eine Ortsgemeinde im Donnersbergkreis in Rheinland-Pfalz. Sie gehört der Verbandsgemeinde Kirchheimbolanden an, innerhalb derer sie sowohl gemessen an der Einwohnerzahl als auch an der Fläche die kleinste Ortsgemeinde darstellt.

## Geographie
Der Ort liegt im Nordpfälzer Bergland am Fuße des Donnersberges, der sich etwa drei Kilometer westlich erhebt. Nachbargemeinden sind Weitersweiler im Südosten, Jakobsweiler im Westen, Dannenfels im Nordwesten und Bolanden im Osten. In westlicher und nördlicher Richtung der leicht hügeligen Landschaft befinden sich vorwiegend Streuobstwiesen und der fast an den Ortsrand reichende Wald, südlich und östlich hauptsächlich landwirtschaftlich genutzte Ackerflächen.

## Geschichte
Bennhausen wurde 1252 als Benninhusen erstmals urkundlich erwähnt. 1376 gelangte der Ort an die Kurpfalz. Im Dreißigjährigen Krieg wurde Bennhausen völlig zerstört. 1706 ging die Gemeinde an die Grafen von Nassau-Weilburg. Von 1816 an gehörte Bennhausen zum Bürgermeisteramt Dannenfels.
Im Jahr 1794 wurde das Linke Rheinufer im Ersten Koalitionskrieg besetzt. Von 1798 bis 1814 gehörte Bennhausen zum Kanton Kirchheim (auch Kanton Kirchheimbolanden genannt) im Departement Donnersberg.
Bevölkerungsentwicklung
Die Entwicklung der Einwohnerzahl von Bennhausen, die Werte von 1871 bis 1987 beruhen auf Volkszählungen:
| Jahr | Einwohner |
| 1815 | 102       |
| 1835 | 149       |
| 1871 | 147       |
| 1905 | 143       |
| 1939 | 133       |
| 1950 | 161       |
| 1961 | 136       |

| Jahr | Einwohner |
| 1970 | 113       |
| 1987 | 118       |
| 1997 | 161       |
| 2005 | 145       |
| 2010 | 157       |
| 2015 | 160       |

## Politik

### Gemeinderat
Der Gemeinderat in Bennhausen besteht aus sechs Ratsmitgliedern, die bei der Kommunalwahl am 9. Juni 2024 in einer Mehrheitswahl gewählt wurden, und dem ehrenamtlichen Ortsbürgermeister als Vorsitzendem.

### Ortsbürgermeister
Reinhard Horsch wurde 1994 Ortsbürgermeister von Bennhausen. Bei der Direktwahl am 26. Mai 2019 wurde er mit einem Stimmenanteil von 93,69 % in seinem Amt bestätigt. Bei der Direktwahl am 9. Juni 2024 wurde er mit 88,3 % der Stimmen ohne Gegenkandidat erneut wiedergewählt.
Die Ortsbürgermeister seit 1960:
| 1960–1974 | Richard Zerger  |
| 1974–1982 | Erich Eymann    |
| 1983–1993 | Reinhold Huy    |
| 1994–     | Reinhard Horsch |

### Wappen
| Wappen von Bennhausen | Blasonierung: „Von Rot und Silber schräggeteilt, oben links ein sechsspeichiges silbernes Rad, unten rechts eine von einem roten Pfeil durchbohrte rote Hirschkuh.“ |
| Wappen von Bennhausen | Wappenbegründung: Das Rad verweist auf die Herren von Bolanden, die ursprünglich die Ortsherrschaft besaßen; die Hirschkuh auf den Heiligen Aegidius, einen der vierzehn Nothelfer, dem vor der Zerstörung eine Kapelle im Ort geweiht war. Das Wappen wurde 1976 von der Bezirksregierung Neustadt genehmigt. |

## Wirtschaft und Infrastruktur
Wie für ähnliche Dörfer typisch war der Ort bis in die 1960er Jahre durch landwirtschaftliche Betriebe geprägt; heute dominieren in wirtschaftlicher Hinsicht Pendler. Es gibt zwei Neubaugebiete, die ca. 1980 bzw. 2005 erschlossen wurden. Im ursprünglichen Ortskern sind etliche sowohl durch Einheimische als auch Zuzügler renovierte Häuser und ehemalige landwirtschaftliche Anwesen.
Die frühere, bis 1960 betriebene ehemalige Volksschule wurde völlig renoviert und erheblich erweitert, sie dient seit 1978 als Dorfgemeinschaftshaus unterschiedlichen Zwecken. Bennhausen hat eine Freiwillige Feuerwehr einschließlich Jugendfeuerwehr, ein Gemeindeförderverein organisiert kulturelle Veranstaltungen, Feste und die Kirmes (3. Augustwochenende).
Durch den Ort verläuft die L 397. In etwa 3 km Entfernung befindet sich südöstlich mit der Ausfahrt Göllheim ein Anschluss an die A 63 (Kaiserslautern – Mainz). Nach Kaiserslautern in südwestlicher Richtung sind es rund 30 km, nach Mainz im Norden ca. 50 km Entfernung. Durch den 4 km entfernten Ort Dreisen führt eine stillgelegte Bahnlinie, die nur in den Sommermonaten an Wochenenden von der Zellertalbahn bedient wird. Die nächstgelegenen regulären Bahnhöfe sind in Kirchheimbolanden mit Anschluss an Alzey und Mainz,  sowie in Winnweiler mit Verbindung nach Kaiserslautern und Bad Kreuznach.
Im Wettbewerb des Landes Rheinland-Pfalz „Unser Dorf hat Zukunft“ wurde 2017 im Gebietsentscheid für die Region Neustadt/Weinstr. in der Hauptgruppe der 3. Platz erzielt.